# Skarvan og Roltdalen-Nationalpark
Der Skarvan og Roltdalen-Nationalpark (norwegisch: Skarvan og Roltdalen nasjonalpark) ist ein norwegischer Nationalpark westlich des Sylan. Er gehört zu den Gemeinden Selbu, Tydal, Meråker und Stjørdal in der Provinz Trøndelag. Gegründet wurde der Nationalpark 2004, um die großen und unberührten Berge und Wälder in der Region mit ihrer biologischen Vielfalt der Ökosysteme, Arten und Populationen und dem kulturellen Erbe zu erhalten und zu schützen.
Der Park hat eine Fläche von 441,4 km² und grenzt im Westen an das Stråsjøen-Prestøyan Naturreservat.

## Geografie, Landschaft und Geologie

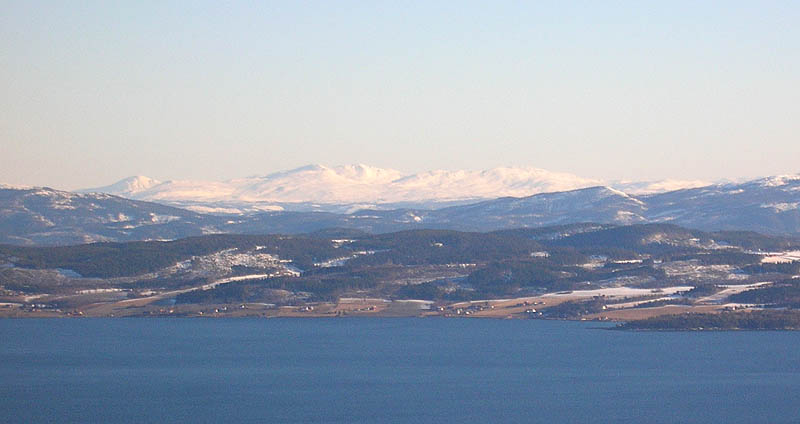
Landschaft im Park, im Hintergrund der 1.171 m hohe Skarvan

Der Skarvan und Roltdalen liegt zwischen dem Neadalføret und dem Stjørdalsføret.
Die Topografie des Parks reicht von Mooren und Nadelwäldern im südwestlich verlaufenden Roltdalen-Tal bis hin zum 1.171 m hohen Skarvan im Norden. Der höchste Berg des Nationalparks, mit 1.441 m der Fongen, gehört zur im Südosten gelegenen hochgebirgsartigen Bergkette.
Dominierendes Gesteinsmaterial sind verschiedene Glimmerschiefer, gelegentlich findet sich auch Staurolith, Granat und Kyanit. Das Kvernfjellet, eine etwa 1 km breite Felsader, verläuft von Brennrya im Norden entlang des Kvernfjellvatna-Sees über das Høgfjelletgebirge bis zum Rotla-Fluss bei Svartåsen im Süden. Sie wurde zur Gewinnung von Mühlsteinen genutzt und stellt das größte Mühlsteingebiet Norwegens dar.
Das gesamte Gebiet weist keine gravierenden menschlichen Einflüsse auf und ist das größte wegelose bewaldete Tal in Sør-Trøndelag.

## Flora und Fauna
Der Skarvan og Roltdalen-Nationalpark verfügt über verschiedene Naturräume. Neben Nadelwald, welcher mit seinem urwaldähnlichen Charakter und über 200 Jahre alten Bäumen als der größte botanische Wert des Parks gilt, Mooren und Sumpfflächen gibt es weite, offene Flächen, bis hin zu alpinen vegetationslosen Bergen. In dieser vielfältigen Naturlandschaft kommen im Wald unter anderem Elch, Haubenmeise, Tannenmeise, Waldbaumläufer, Dreizehenspecht, Unglückshäher und Auerhuhn vor.
In den Feuchtgebieten können unter anderem Goldregenpfeifer, Sumpfläufer, Kampfläufer, Prachttaucher, Bergenten und Odinshühnchen angetroffen werden. Des Weiteren sind neben dem bereits erwähnten Auerwild auch Birkwild sowie Schneehasen und Schneehühner in gesunder Population vertreten. Zu den im Nationalpark beheimateten Greifvögeln zählen Steinadler, Habicht und Gerfalke.
Von denen im Park vorkommenden Vogelarten stehen 20 auf der Roten Liste.

## Geschichte und Kultur
Im Nationalpark finden sich Spuren menschlicher Besiedlung, die zum Teil älter als 2000 Jahre sind. So existieren in Stormoen und Søndre Liavollen Reste von Eisenschmelzanlagen, in welchen Raseneisensteine verarbeitet wurden. Da die Berge auch mehr oder minder ertragreiche Kupfervorkommen aufwiesen, wurde mit Ausnahme von einigen Unterbrechungen von 1713 bis 1761 das Selbu Kobberverk und eine weitere Kupfermine bei Litle Klepptjønna (Meråker), aus der im 18. und 19. Jahrhundert eine Siedlung hervorging, betrieben. Die Mühlsteingruben im Kvernfjellet wurden vom Mittelalter bis zum Ersten Weltkrieg genutzt und sind als tiefe Furchen im Gestein zu erkennen.
Des Weiteren finden sich Fallgruben, Teermeiler, Spuren von ehemaligen Siedlungen (u. a. samische) und dazugehörige Verkehrswege. Insgesamt sind im Nationalpark 99 Almen und Weideflächen, welche teilweise auf das 17. Jahrhundert zurückgehen zu erkennen. In den 1940er Jahren wurden dort 200–600 Rinder, ca. 400 Ziegen und an die 500 Schafe gehalten. Der traditionelle Almbetrieb wurde etwa 1960 aufgegeben, dennoch werden viele Almen noch heute als Weideflächen für Schafe und Jungvieh genutzt.
Auch die Forstwirtschaft war in den vergangenen Jahrhunderten von großer Bedeutung. Vom 17. Jahrhundert bis zu den 1950er Jahren wurden die geschlagenen Bäume auf der Rotla geflößt.
Für die Tydals-Samen stellt das Gebiet des Nationalparks seit Jahrhunderten einen bedeutenden Weidegrund für ihre Rentiere dar. Ab der zweiten Aprilhälfte bis zum Spätherbst werden dort etwa 7600 Rentiere gehalten. Im Winter werden die Tiere ins Femundsmarka getrieben.

## Tourismus und Verwaltung
Der Norwegische Wanderverein unterhält seit den 1900er Jahren zahlreiche Wege im Park, welche mit dem Wandernetz des Sylan verbunden sind. Träger der bewirteten Schultzhytta Berghütte in der Mitte des Nationalparks ist ebenfalls der Norwegische Wanderverein. Außerhalb des Parks befinden sich die Hütten Prestøyhytta, Græslihytta und Ramsjøhytta.
Neben dem Skilanglaufen im Winter sind im Park auch Wandern, Reiten, Jagen und Angeln (insbesondere auf Forellen und Saiblinge) beliebte Sportarten.